# Xuite
Xuite（隨意窩）は、中華電信によって設立されたブログサイト、SNS。ブログサービスは、独立した画像プラットフォームで保存されている。2011年に「隨意窩」と改名し、メールボックスや、クラウドデータキャビネットなどのサービスも含まれるようになった。
Xuiteメールボックスは2014年12月1日にサービス終了。Facebook、Yahoo!、Google、MSNからのログインも2020年5月をもって終了した。「Hami+クラウド」も2020年6月をもってサービス終了、Xuiteトラベルも2020年11月をもって削除された。
2023年8月31日をもって全サービスを終了し、すべてのデータが削除された。